# Ришешть
Ришешть, Ришешті (рум. Râșești) — село у повіті Васлуй в Румунії. Входить до складу комуни Дринчень.
Село розташоване на відстані 304 км на північний схід від Бухареста, 34 км на північний схід від Васлуя, 59 км на південний схід від Ясс, 149 км на північ від Галаца.

## Населення
За даними перепису населення 2002 року у селі проживали 1892 особи, усі — румуни. Усі жителі села рідною мовою назвали румунську.